# Canalicule biliaire
 (novembre 2018).
Si vous disposez d'ouvrages ou d'articles de référence ou si vous connaissez des sites web de qualité traitant du thème abordé ici, merci de compléter l'article en donnant les références utiles à sa vérifiabilité et en les liant à la section « Notes et références ».

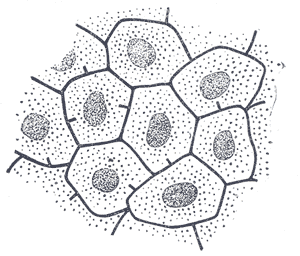
Capillaires biliaires

Les canalicules biliaires intralobulaires sont de fins conduits intercellulaires situés entre les faces ou les bords contigus de 2 ou 3 hépatocytes adjacents. Ces canalicules n’ont pas de paroi propre, ce ne sont que de simples dépressions en gouttière des cellules hépatiques. Avec les branches de l'artère hépatique et de la veine porte, les canalicules forment la triade portale.
À la périphérie du lobule hépatique, ces canalicules rejoignent le canal biliaire de l’espace de Kiernan par des canaux d’union appelés passages de Hering.
La bile fabriquée par les hépatocytes, parcourt les canalicules biliaires jusqu'au conduit hépatique.